# Oratino
Oratino is een gemeente in de Italiaanse provincie Campobasso (regio Molise) en telt 1326 inwoners (31-12-2004). De oppervlakte bedraagt 18,0 km², de bevolkingsdichtheid is 74 inwoners per km².

## Demografie
Oratino telt ongeveer 487 huishoudens. Het aantal inwoners steeg in de periode 1991-2001 met 9,1% volgens cijfers uit de tienjaarlijkse volkstellingen van ISTAT.
| Jaar | Inwoneraantal |
| ---- | ------------- |
| 1991 | 1181          |
| 2001 | 1289          |

## Geografie
De gemeente ligt op ongeveer 789 m boven zeeniveau.
Oratino grenst aan de volgende gemeenten: Busso, Campobasso, Castropignano, Ripalimosani.